# Mačkovke
Mačkovke (lat. Scyliorhinidae),  porodica morskog psa iz reda kučkova. Ime mačkovke dolazi po mačkolikim očima. Vrste su obično smeđe boje s mnoštvom crnih ili bijelih točkica. 
Po nekim izvorima sastoji se od 13 rodovaa s 90 priznatih vrsta.
Rodovi Apristurus Garman, 1913; Galeus Rafinesque, 1810; Parmaturus Garman, 1906  i Pentanchus Smith & Radcliffe, 1912, uključeni su u dubokovodne mačkovke, Pentanchidae.
U Jadranu žive tri vrste: mačka crnouska (Galeus melastomus), mačka bljedica (Scyliorhinus canicula) i mačka mrkulja (Scyliorhinus stellaris).
U porodicu su uključeni rodovi:
1. Asymbolus Whitley, 1939
2. Atelomycterus Garman, 1913
3. Aulohalaelurus Fowler, 1934
4. Bythaelurus Compagno, 1988
5. Cephaloscyllium T.N.Gill, 1862
6. Cephalurus Bigelow & Schroeder, 1941
7. Figaro Whitley, 1928
8. Halaelurus Gill, 1862
9. Haploblepharus Garman, 1913
10. Holohalaelurus Fowler, 1934
11. Poroderma A.Smith, 1838
12. Schroederichthys A.Smith, 1838
13. Scyliorhinus Blainville, 1816

## Vanjske poveznice
|  | Zajednički poslužitelj ima još gradiva o temi Scyliorhinidae |
|  | Wikivrste imaju podatke o taksonu Scyliorhinidae             |